# Eminium rauwolffii
Eminium rauwolffii là một loài thực vật có hoa trong họ Ráy (Araceae). Loài này được (Blume) Schott mô tả khoa học đầu tiên năm 1856.